# Добровольное вхождение калмыков в состав России
Добровольное вхождение калмыков в состав России — переход части ойратских племен с верхнего Иртыша  в российское подданство (Русское царство). Официальной датой этого перехода считается 20 августа 1609 года.

## Предыстория
В ходе освоения Сибири и после падения Сибирского ханства русские вошли в соприкосновение с ойратами, которых в России было принято называть на татарский манер калмыками. Если ранее они были известны как восточные соседи сибирских татар, то в 1604 году русские завязали с калмыками первые торговые отношения в районе города Тара (Омская область). России нужны были союзники для удержания новоприобретенных территорий против татарского реванша, а калмыков привлекали освобожденные от татар степи бывшего Сибирского ханства, также им были нужны союзники против казахских ханов, ногайцев и монгольских алтан-ханов.
Первое прошение о переходе калмыков под власть Белого Царя подал в 1607 году "колмацкий тайша Кугонай Тубиев". В обмен на право кочевать в пределах российского государства калмыки обещали выплачивать дань скотом (лошадьми и верблюдами). С ойратской стороны к переговорами подключились тайши Далай-Батыр (дербеты) и Хо-Урлюк (торгуты). В 1608 году калмыцкое посольство прибыло в Москву и было принято сначала Посольским приказом, а затем и царем Василием Шуйским.

## Договор
Вхождение было оформлено как договор вассала и сюзерена 20 августа 1609 года, когда царь Василий Шуйский подписал Грамоту Приказа Казанского двора, в которой были сформулированы условия подданства калмыцкого народа. Калмыкам представлялось право кочевать по берегам Иртыша в российских пределах, а также свободно торговать у Тары, Тобольска, Тюмени и Уфы. Указанная грамота обязывала местные власти пропускать без задержки и обеспечивать калмыков в случае нужды подводами и провожатыми. 

## Последующие события
Сам по себе договор 1609 года еще не означал вхождения Калмыкии в состав России, поскольку на момент договора калмыки кочевали в Прииртышье, тогда как на территории современной Калмыкии кочевали мусульмане-ногайцы, с которыми калмыки вскоре вступили в войну. Договор также еще не прописывал военной помощи калмыков российскому государству. Данные соглашения приходилось впоследствии многократно корректировать и подтверждать (например, после воцарения дома Романовых в России), однако договор 1609 положил начало интеграции калмыков в состав России и, в конечном счете, привел к появлению такого российского региона как Республика Калмыкия.

## Память и празднование
В 1959 году в СССР был выпущен юбилейный знак «350 лет добровольного вхождения Калмыцкого народа в состав России (1609—1959)». Металлический знак содержал изображение флага РСФСР, а также диска с красным тюльпаном и цифрой 350.
В 2009 году в Республики Калмыкия отмечалось 400-лeтиe вxoждeния в coстaв Poссии.
В 2019 году отмечалось 410 лет со дня вхождения калмыков в состав Российского государства. Датой этого события было выбрано 20 августа.